# Месоамериканська гра у м'яч

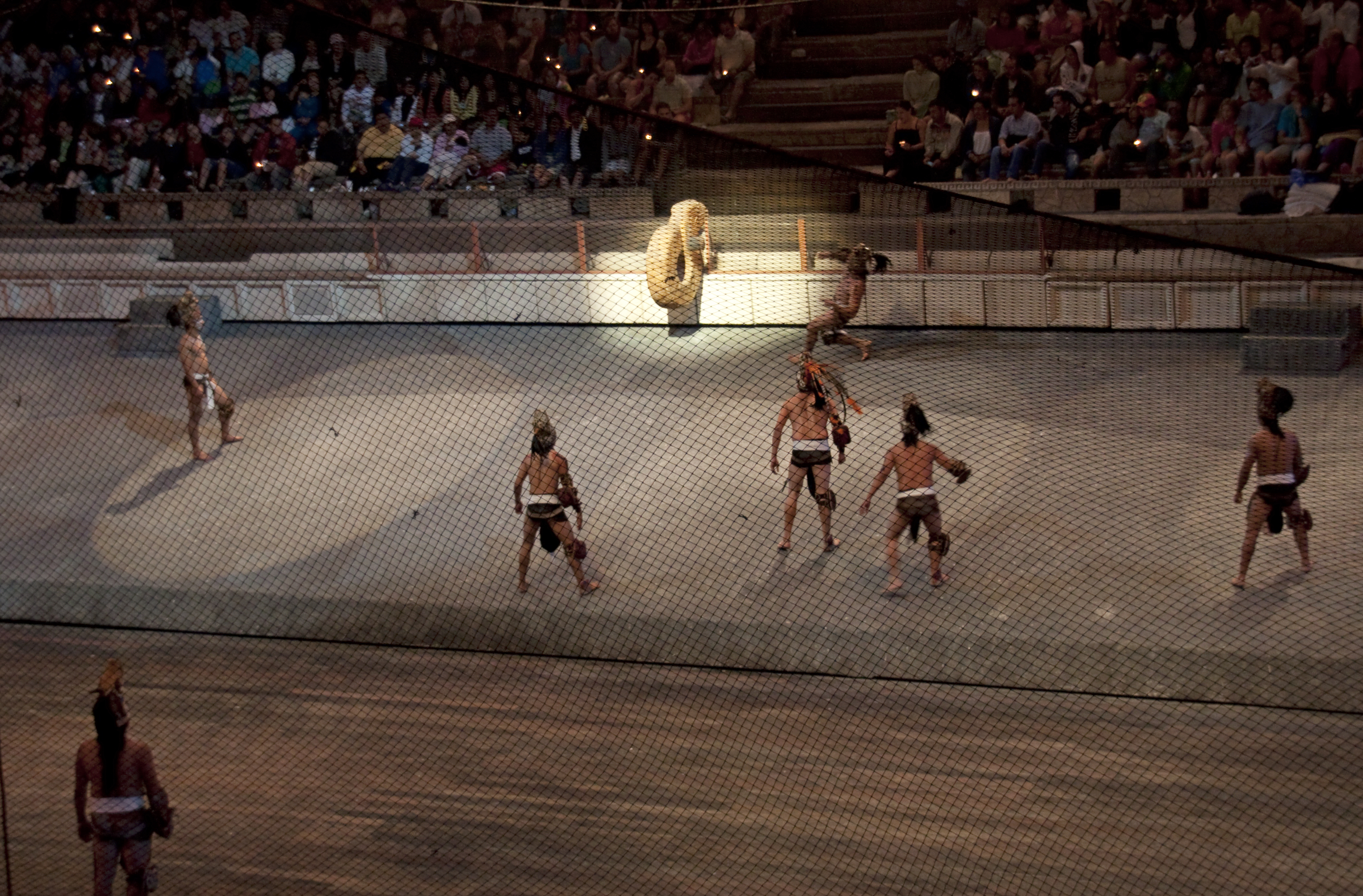
Гра у м'яч

Месоамериканська гра у м'яч — спортивна гра народів і культур Месоамерики, що поєднувалася з місцевими ритуалами. Вона є однією з перших міжнародних спортивних ігор. Також гра мала ритуальний і сакральний зміст. Ацтеки називали її олламалістлі, мая класичного періоду — піц, сучасні індіанці штату Сіналоа (Мексика) називають гру улама.
Територія розповсюдження гри того чи іншого її різновиду вийшла за межі без того значної області Месоамерики і включала в себе південний захід сучасних США, а також Антильські острови.

## Історія

Місця ранньої гри в м'яч

Археологічні дослідження показують, що вже з 1400 року до нашої ери люди грали на спеціальних майданчиках, а сам каучуковий м'яч з'являється не пізніше 1700 до нашої ери, і контекст, в якому були знайдені кілька м'ячів, вказує на те, що їх використовували не лише в ритуальних цілях.
На сьогодні відсутні достеменні щодо часу і місця, де люди вперше почали грати в м'яча. Дослідники вважають, що гра зародилася там, де ростуть каучуконосні дерева, тобто в тропічних низовинах. Традиційно дослідники пов'язують її виникнення і розвиток з процесом формування в Месоамериці складних суспільств.
Археологічні знахідки дозволяють виділити дві області, в яких могла виникнути гра в м'яч. По-перше, це поселення Пасо-де-ла-Амада, розташоване в регіоні Соконуско на узбережжі Тихого океану (штат Чіапас, Мексика). Тут біля будинку вождя археологи В.Хілл і М.Блейк виявили найдавніший з відомих на сьогоднішній день майданчиків для гри в м'яч (1400 до н. е.). Вона складається з двох паралельних земляних платформ, між якими знаходиться поле. Довжина центральної алеї складає 80 м, ширина ігрового поля — 8 м, висота бічних уступів — 35 см. Враховуючи розміщення майданчика в межах елітної резиденції, вона, на думку вчених, призначалася для представників вищого суспільства. [На відміну від більш пізніх майданчиків, тут не виявлено очевидних зв'язків з церемоніальним комплексом. До цієї знахідки найдавнішими вважалися стадіони середнього докласичного періоду (900—400 роки до нашої ери), виявлені в поселеннях Фінка-Акапулько, Ель-Верхель і Сан-Матео.
На думку багатьох вчених, основними претендентами на звання родоначальників гри в м'яч є мешканці перешийку Теуантепек — так звані давні, археологічні ольмеки. Узбережжя Мексиканської затоки (штати Веракрус і Табаско) тоді було основним джерелом каучуку, тому там існували найбільш сприятливі умови для виникнення гри. У долині річки Коацакоалькос знаходиться поселення Ель-Манаті, яке пов'язане з ранньої історією давніхольмеків. Там були знайдені 12 каучукових м'ячів розміром від 8 до 22 см в діаметрі, найменші з них датуються 1700—1600 роками до нашої ери. Також в цьому поселені виявили кам'яний «хомут» — один з традиційних елементів спорядження гравця. Багато м'ячі знайдені археологами серед ритуальних підношень, тобто ольмеки наділяли гру сакральним змістом.
Сліди гри в м'яч були знайдені археологами також під час розкопок в одному з найбільших ольмекських центрів — Сан-Лоренсо Теночтітлан. Вченим вдалося виявити невеликі статуетки, що зображують гравців у м'яч, які датуються 1250—1150 роками до нашої ери. Крім того, виявлено примітивну площадку (з паралельних будов), що датується 600—400 роками до нашої ери. Найраніші статуетки такого типу, що датуються близько 1700 року до нашої ери, знайдені за межами області поширення ольмекської культури і походять з поховань в помелені Ель-Опеньо (штат Мічоакан, Мексика).
Фігурки гравців у м'яч відомі не тільки в області ольмеків. На території сучасного мексиканського штату Герреро знайдено сотні фігурок гравців у м'яч у так званому стилі Шочіпала, датованого близько 1000 роком до нашої ери. У 2011 році проводилися розкопки в регіоні Мішпуха-Альта, що охоплює північно-східну частину штату Герреро і західну частину штату Оахака. Тут у поселені Етлатонго були знайдені фігурки гравців у м'яч, найраніше на сьогоднішній день свідоцтво гри в цьому регіоні.
Від ольмеків гра проникла в Центральну Мексику, а потім до середини формативного періоду (400—100 роки до нашої ери) поширилася по всій Месоамериці (з 300 року до нашої ери в Чіапас, долину Оахака, на захід). В цей же час або трохи пізніше гра в м'яч поширюється на території сучасних мексиканських штатів Коліма, Наяріт, Халіско і Веракрус, про що свідчать похоронні підношення у вигляді статуеток, які належать до так званої культури класичного Веракрусу. До 100 року н. е. гра поширилася по всій Мезоамериці — на території від Гондурасу і до західної Мексики зафіксовано понад 30 майданчиків.
У ранній класичний період (300—600 роки) з незрозумілих поки причин (низка дослідників таке становище пов'язують з піднесення могутньої держави Теотіуакана) ставлення до гри в м'яч змінюється — практично по всій Месоамериці стадіонами перестають користуватися, а нові не зводять. Це стосується більшої частини області мая, а також інших культурних зон. Інтерес до гри зберігається лише в Оахаці, Теуакані, Чіапасі та в гірській Гватемалі, на півночі Веракрусу, в Уастеки, у західній та північній Мексиці. В цей час гра проникає на південний захід сучасного США.
В пізній класичний період (600—900 роки) відбувається відродження гри — більшу частину відомих сьогодні стадіонів зводять у цей період. Свої майданчики тоді були майже у всіх великих і середніх містах мая. Нові стадіони зводять також у Центральній Мексиці і на узбережжі Мексиканської затоки. Водночас майданчики з'являються в тих місцях, де їх раніше не було — в сучасних штатах Мічоакан, Гуанахуато і Керетаро (Мексика), також перебудовуються існуючі ще з раннього формативного періоду, але створюються стадіони в Монте-Альбані, Кольхі, Пакбітуні.
У посткласичний період (1000—1519 роки) традиція гри зберігається в Центральній Мексиці, в регіоні Уастека, проте у низці місць люди знову втрачають до гри інтерес, а в Мічоакані, незважаючи на згадку гри в «Повідомленні з Мічоакана», в пізніх містах пурепеча майданчиків не знайдено. На Юкатані із занепадом Чичен-Іци відбувається повне зникнення варіанта гри на великих майданчиках, у містах пізнього післякласичного періоду не зафіксовано жодного поля для гри, стадіонів немає в Тулумі та Маяпані. Втім гра не зникла остаточно, а змінила свій характер і соціальну функцію, перестала бути пишним змаганням для правлячої еліти. У південній області мая (гірська Гватемала) в м'яч продовжували грати, саме там відбуваються події відомого епосу мая-кіче «Пополь-Вух», в якому грі як битві між силами життя і смерті надається велике значення.
Після вторгнення та загарбання держав Месоамерики іспанцями гра м'яч спочатку вразила їх. У 1529 році її представили в Іспанії, захопившись майстерністю гравців, завойовник Ацтекської імперії Ернан Кортес узяв з собою кількох із них у зворотний шлях і показав гру при королівському дворі як одну з чудасій Нового Світу. Особливо сильне враження на європейців справили властивості (стрибучисть) каучукового м'яча — матеріалу, невідомого їм. Втім незабаром гра потрапляє під заборону як ідолопоклонницька ритуальна практика, пов'язана з людськими жертвопринесеннями. В результаті стадіони руйнувалися, каміння з них йшли на будівництво іспанських будов, зокрема католицьких церков. Незважаючи на це, в деяких сільських регіонах індіанці продовжували грати в цю гру.
До тепер індіанці штатів Сіналоа і Оахака грають у різновид стародавньої гри в м'яч. На північному заході Мексики місцеві мешканці грають в уламу, яка найбільш близька до гри, яку практикували ацтеки на момент контакту з європейцями. При цьому замість стадіонів гра проходить на майданчиках, які розмічають лініями на вирівняній землі. На півдні високогірної долини Оахака індіанці досі грають у цікаву різновид гри, в якій по цільному каучуковому м'ячу б'ють шкіряною рукавичкою, набитою капелюшками цвяхів.

## Гра в м'яч

### Правила
Докладного і послідовного опису правил стародавньої гри до тепер не збереглося. Водночас в кожній частині існували свої різновиди та особливості. Про центральноамериканський (ацтекський) варіант повідомляли іспанські хроністи Бернардіно де Саагун, Хуан де Торквемада та ін.
Відповідно до більшості відомостей гра велася на спеціальному майданчику між двома суперниками командами, що складаються з одного або декількох гравців кожна. Суперники не завжди були в рівних складах, іспанська хроніст Тобіліо Мотолінія описав випадок, коли команда з 3 чоловік грала проти команди з 2 чоловік.
Гравці повинні були зберегти м'яч у грі, відбиваючи його певними частинами тіла. Гра йшла на рахунок. Очки набиралися командою, коли суперник робив помилку, не зумівши відбити м'яч або відправивши його на землю. У якійсь мірі підрахунок очок нагадував систему підрахунку в сучасному тенісі. Гра могла тривати годинами до набору однієї з команд необхідної для перемоги кількості очок. Часто гравцям заборонялося відбивати м'яч долонями і ступнями, а також головою, в хід йшли стегна, сідниці, іноді передпліччя.
Існували різні варіанти гри, в яких м'яч відбивали не лише руками, але предметами в руках — дерев'яними палицями, кам'яними бітами (маноплами) або іншими пристосуваннями. В Теотіуакані набула поширення особлива версія спортивного змагання, відмінна від традиційних ігор мая або ацтеків. Згідно з однією з гіпотез, в цій державі та містах, що знаходилися під його впливом, гра в м'яч з палицями з незрозумілих поки причин потіснила варіант гри, в якому м'яч відбивають стегнами, а після занепаду цієї імперії гра за допомогою стегон знову стала основним різновидом цього виду спорту. Гру з палицями також не забули повністю, в неї продовжували грати в ряді регіонів, а в Мічоакані вона під назвою «Пелота тараска» збереглася аж до теперішнього часу.
У пізній класичний період в містах мая на вертикальних стінах стадіонів з'являються кам'яні кільця, через які потрібно було прокинути м'яча, хоча це було доволі складно з огляду на те, що діаметр кільця був трохи більше за діаметр м'яча. Якщо м'яч вдарився об протилежну стіну, то команда отримувала очки, при потраплянні до кільця команда, яка забила його, перемагала. Оскільки в кільце було потрапити зовсім непросто, зазвичай грали до досягнення командою певної кількості очок. У післякласичний період такі кільця стали використовувати також індіанці Центральної Мексики, зокрема тольтеки і ацтеки. В останніх з'являються професійні гравці, що жили за рахунок виграшів. У свою чергу глядачі робили свої ставки на команди або гравців.
Цікавий різновид цієї гри існував на Антильських островах, куди потрапив внаслідок торговельних відносин з мая. Ця гра іменувалася баей. В неї грали на Кубі, в Пуерто-Рико та інших сусідніх островах. Першими з європейців побачили цю гру Христофор Колумб зі своєю командою, коли відвідали острів Еспаньйолу (Гаїті). Велика частина інформації про гру батей отримана з історичних рукописів Гонсало Фернандеса де Ов'єдо-і-Вальдеса і Бартоломе де Лас Касаса. Сутність гри полягала в тому, що на прямокутному майданчику, обмеженого з усіх боків кам'яними монументами з різьбленими петрогліфами, зустрічалися дві команди, в кожній по 10-30 осіб. За правилами команди набирали очки, коли помилялися суперники або м'яч вилітав за межі майданчика. М'яч можна було відбивати плечима, ліктями, головою, стегнами, сідницями або колінами. Зазвичай грали чоловіки, але часом і жінки могли брати участь у грі.

### М'яч
Основним снарядом для гри був каучуковий м'яч, який індіанці навчилися вулканізувати і надавали йому форму кулі. М'ячі виготовлялися з соку каучуконосів. Більшість м'ячів були зроблені з соку кастиллеї каучуконосної (Castilla elastica), що росте в тропічних областях Мексики і Центральної Америки. Цей сік змішували з луноцвітом шипованним (Calonyction aculeatum), отримуючи з нестійкого полімеру пружну гуму. Під впливом сонця і кисню каучукові м'ячі швидко розкладалися, проте в певних умовах деякі з них проіснували кілька тисячоліть, зокрема в Ель-Манаті, де їх витягли з боліт і джерел.
У стародавній Месоамериці каучукові м'ячі використовувалися не тільки як спортивні снаряди, але і як ритуальні підношення, спалювані в курильні поряд з іншими жертовними матеріалами, такими як грудочки ароматичної смоли або змочені кров'ю смужки паперу. Сцени спалювання та підношення м'ячів відомі з Мадридського кодексу мая. У класичний період в Копані відомий кам'яний вівтар, що має вигляд величезного м'яча, перев'язаного мотузкою.
Каучуковий м'яч був досить стрибучим, цільним і тому досить важким. Його середній діаметр коливався від 25 до 30 см при вазі від 1,4 до 2,7 кг, але міг доходити до 3-4 кг. Через це гравці часто отримували травми, часом досить серйозні.

### Спорядження гравця
Травми отримані під час гри змусили її учасників розробити відповідний захист. Головним джерелом при вивченні спорядження спортсменів є твори мистецтва — фрески, статуетки, кам'яні барельєфи, монументи і сцени на кераміці.
Часто гравці в м'яч надягали захисне спорядження — спеціальні пояси, пов'язки на щитки, наколінники і навіть шоломи. Вони пом'якшували удар м'яча, а також оберігали долоні і коліна, на які спиралися гравці при прийомі подачі. Не існувало жодних єдиних стандартів в екіпіровці спортсменів — у деяких регіонах могли грати в одній лише пов'язці на стегнах з мінімальною кількістю захисних щитків, тоді як спорядження мая деколи не поступалося сучасній формі гравця в американський футбол. Проте таке спорядження було досить коштовним, його мали лише аристократи. В ацтеків великий тлатоані дарував спорядження для гри за великі звитяги.

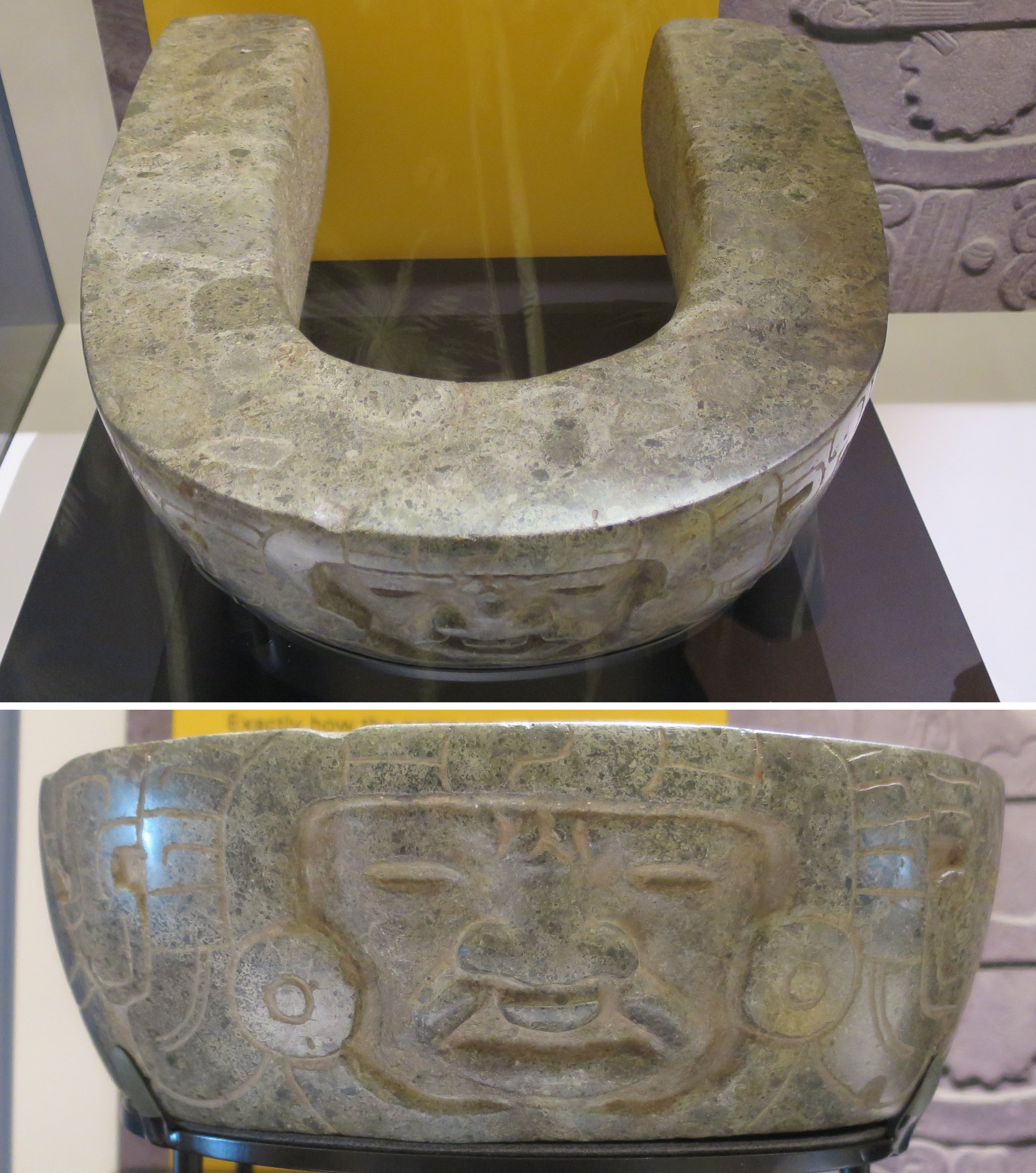
Маянське «ярмо»

У пов'язках відображені найдавніші гравці в м'яч, зокрема на статуетках з Тлатілько, Тлапакої, поселень ольмеків. Пов'язка виготовлялася зі шкури або матерії, захищала сідниці і стегна. Пізніші спортсмени у багатьох культурах воліли використовувати додаткові захисні елементи, насамперед носити на животі товстий пояс, який був на дерев'яній основі або сплітався з вербових лозин, а потім вкривався шкірою або тканиною. Дотепер збереглися лише кам'яні пояси, названі помилково «ярмо» (першим археологам вони їх дуже нагадали), які ймовірно не використовувалися в грі (їх вага сягала 30 кг). Вони могли бути задіяні ритуалі, у пов'язаному з грою, або були трофеєм переможця. Втім достеменно це невідомо. Існує також гіпотеза, що їх могли використовувати як лекала для шкіряних поясів, які носили для захисту від ударів або для відбиття м'яча. Мокру, м'яку шкіру натягували на такий «хомут», надаючи характерну форму щитка, а потім, коли виріб висихав, його заповнювали м'якою набивкою (бавовною або капоком дерева сейби). Також поясу надавали велике символічне значення, якщо зображувалася жаба, то це був символом землі.

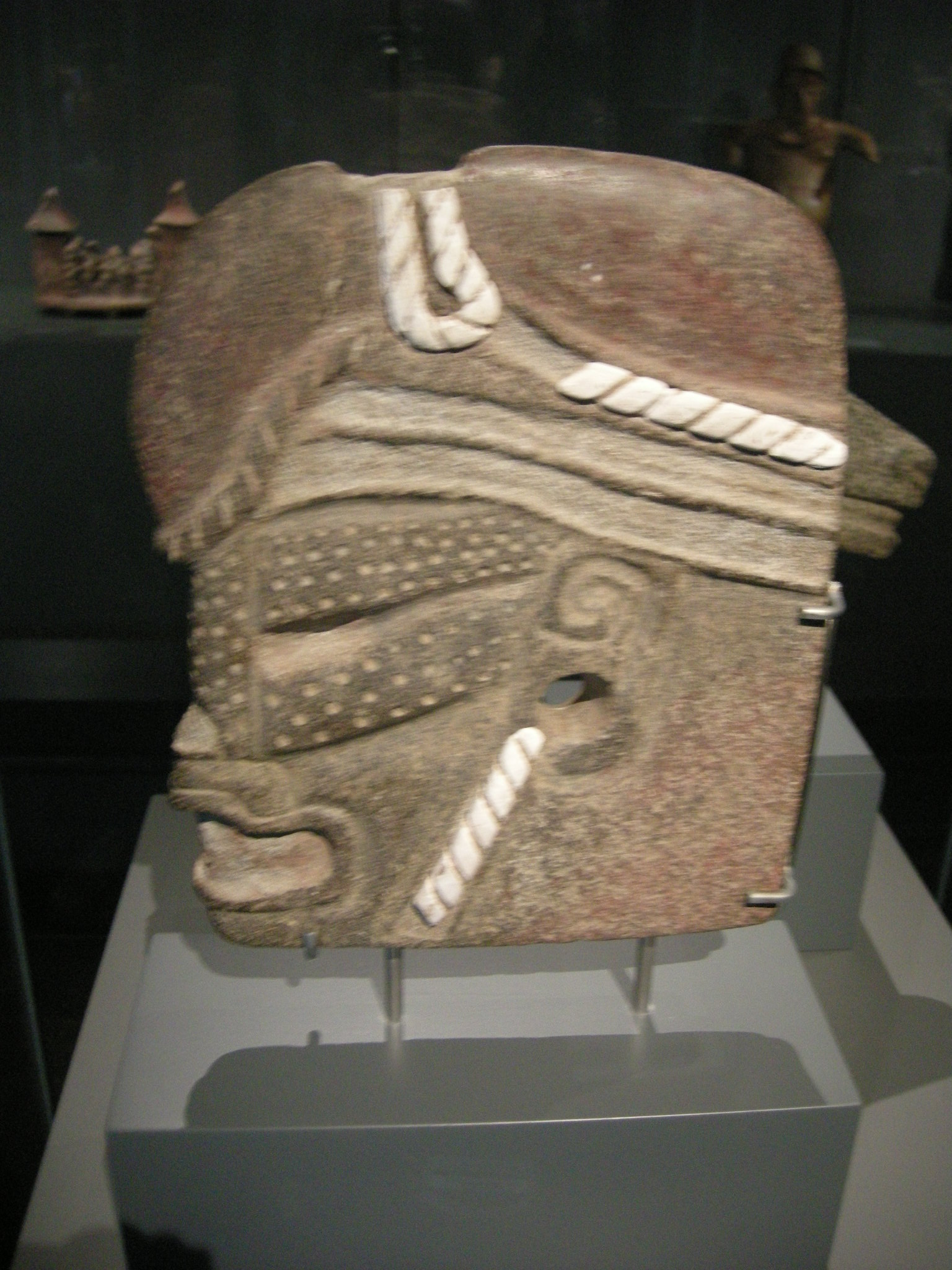
«Ача» мая. Гватемала

Деякі дослідники вважають, що «ярмо» підтримувалися різними пристосуваннями, зокрема так званими «ача» («сокирами») і «пальма». 

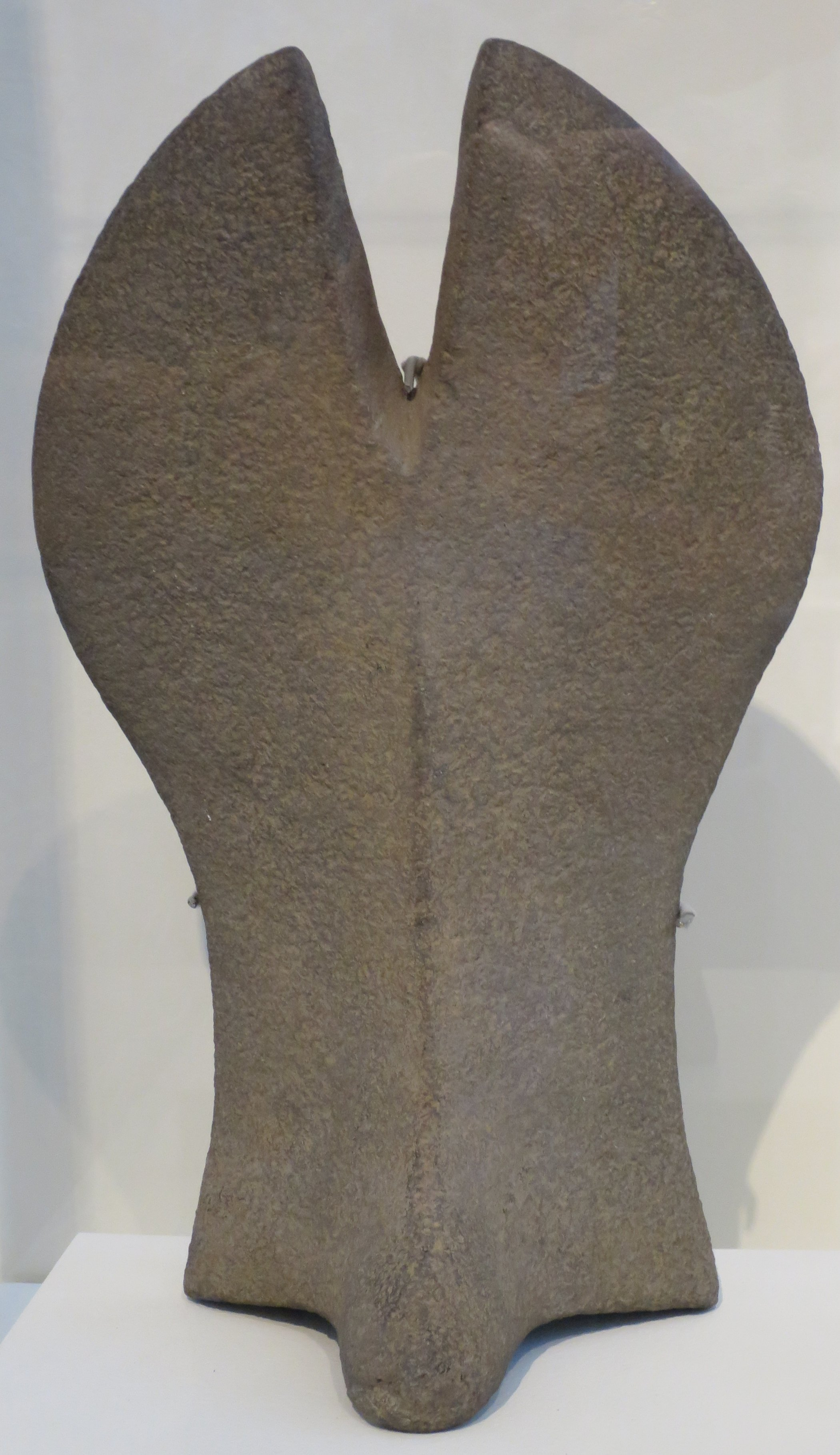
«Пальма»

 «Пальма» вставлялися в пояса вертикально і, ймовірно, служили для захисту, проте у фахівців досі немає впевненості в цьому (низка вчених вважає, що вони, навпаки, заважали гравцеві, перегороджуючи йому огляд). «Ача» виставлялися все в то же «ярмо», втім їх призначення є предметом суперечок. Деякі з ача могли служити елементами архітектурного декору на стадіонах або навіть маркерами для гри в м'яч. Зазвичай «ача» створювалася у вигляді людських голів, але зустрічаються також зображення черепів і голів тварин: ягуарів, птахів, кажанів, оленів і мавп.
Взуття носили рідко, зазвичай грали босоніж.

### Стадіони
Спочатку змагання проходило на відкритій розкресленій ділянці, потім з'явилися обмежені земляними насипами ділянки (поле в Пасо-де-ла-Амада). Згодом почали зводити кам'яні стадіони. Останні не мали єдиного стандарту: в кожній державі, навіть великому місті вони були різними, хоча не занадто значними. Велика різноманітність форм з'являється в пізній класичний період. Виявлено 13 типів з підваріантами стадіонів на півдні США та Месоамериці.

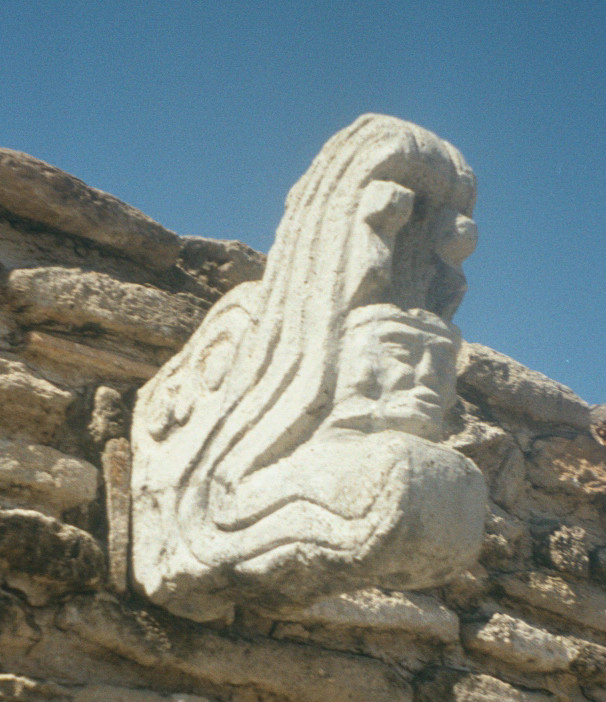
Маркер на стадіоні. Мішко-Віехо

Стандартний майданчик складався з прямокутного ігрового поля, оточеного широкими поздовжніми стінами. На платформах навколо ігрової області часто додавалися споруди, що використовувалися окремими глядачами як комфортні кімнати. На кожному кінці ігровий алеї існували додаткові відкриті простори, що придавали майданчикам форму латинської букви I. У низці регіонів ігрове поле ділили на рівні частини трьома маркерами, які, на думку дослідників, могли використовуватися також для підрахунку очок. Іноді замість трьох обмежувалися одним маркером в центрі майданчика. Особливу популярність придбали маркери мая класичного періоду, що мали вигляд великих круглих каменів. Багато з них по праву вважаються творами мистецтва, так як прикрашалися тонким різьбленням і ієрогліфічними написами.

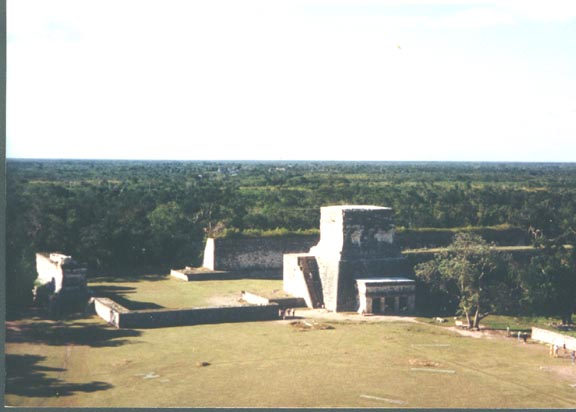
Стадіон в Чичен-іце

Розміри стадіонів дуже значно коливалися. В Ель-Тахіна (штат Веракрус, Мексика) був розміром 10,28 на 60,82 м, Чичен-Іце — 96,5 на 30 м, Тікалі — 16 на 5 м, стадіони ацтеків були завдовжки від 30 до 60 м, завширшки від 3 до 12 м, часто мали лінію, що поділяла стадіон на 2 частини посередині, а також шість відміток уздовж стін. Майданчик оточували місця для глядачів, знаті і суддів. Майже в кожному великому або середньому місті Месоамерики був хоча б одна ігровий майданчик, а в столицях їх побудували більше 10, зокрема в Чичен-Іці — 13, Ель-Тахіні — 18, Кантоні — 24 (останній вважається найбільшим спортивним центром північної Мексики). Навіть у невеликих селищах знаходять стадіони, в той час же час з незрозумілих причин вони зовсім відсутні у великому місті Теотіуакані, в столицях деяких впливових царств мая класичного періоду — Бонампак, Тортугеро, Мотуль-де-Сан-Хосе (в давнину столиці держав Ік'а).
Завдяки постійно триваючим археологічним розкопкам, які стали особливо інтенсивними з середини ХХ ст., щороку дослідники знаходять десятки нових стадіонів. На 2000 рік їх виявлено 1560 у 1275 населених пунктах.
Кількість стадіонів вказує на рівень захопленості грою в різних народів: в мая їх було більше, а в долині Мехіко, де знаходилася столиця ацтеків Теночтітлан, зафіксовано невелику кількість майданчиків. Один з вцілілих і доступних сьогодні для туристів стадіонів ацтеків знаходиться в містечку Коатетелько (Куатетелько) в штаті Морелос.
Найбільш добре збережені на сьогодні кам'яні стадіони для гри знаходяться в давніх містах: Тікаль, Яшха, Копан, Ушмаль, Чичен-Іца, Ягуль, Мішко-Велья, Сакулеу, Ішимче, Монте-Албан і Шочикалько.
Окрім гри у м'яч на стадіонах відбувалися різні ритуальні дійства, зокрема закопування жертвоприношень як у Теночтітлані — свистків, окарини, барабанів. У Західній Мексиці та в низці міст мая класичного періоду стадіони стали місцем проведення змагань з боротьби.

### Жертвоприношення
Часто гра супроводжувалася ритуальними діями — принесенням у жертву. Це зазвичай були військовополонені. Зв'язок гри з людськими жертвопринесеннями проявляється відносно пізно — в класичний період. Особливо важливим ритуалом воно було для індіанців класичного Веракрусу і в культурі мая.
У Чичен-Іці і Ель-Тахіні відбувалися страти гравців (відрубали голову). Дослідники вважаються, що нею був капітан команди, що програла (за іншою версією, що виграла). Наскільки масовий характер мала подібна практика натепер невідомо. Водночас археологи поки не виявили масових поховань, пов'язаних з грою в м'яч.

## Значення
У класичний і посткласичний період гра в м'яч була пов'язана з владою і високим соціальним статусом. Через будівництво стадіону володарі посилювали власний авторитет і владу над підданими. Коли те чи інше царство набирало силу, в його столиці відразу з'являлися або перебудовувалися стадіони. Зведення невеликих стадіонів у малозначущих містах пояснюється вченими як прагнення місцевої знаті підвищити свою міць і авторитет.
Гру в м'яч часто використовували для вирішення різних скрутних завдань, суперечок і міждержавних конфліктів. Унаслідок ігрове поле перетворювалося на своєрідну альтернативу полю бою. З часом гра ставала засобом врегулювання конфліктів безпосередньо всередині суспільства. На думку багатьох дослідників, цим пояснюється нерівномірне поширення стадіонів по Месоамериці: там, де центральна влада була сильна, стадіонів мало, і навпаки їх кількість зростає на недавно завойованих територіях або там, де з якоїсь причини відзначався високий накал конфліктних ситуацій в суспільстві.
Міжнародні ігри вирішували численні суперечки без війн, кривавих битв. Вони ставали надбанням істориків, легенд. Зокрема, гра ацтекського великого тлатоані Ашайакатля, що поставив на кін річний дохід проти чинампа Шочімілько. Таким способом ацтеки хотіли отримати цінний економічний район, не вирушаючи при цьому на війну. Ашаякатль програв, але був засмучений не стільки тим, що втратив свою ставку, скільки тим, що позбувся репутації гарного гравця в м'яч. Втім володар ацтеків задушив тлатоані Шочімілько, що переміг, під час вручення гірлянди переможцю. Іншою відомою грою був поєдинок Монтесуми II і правителя Тескоко Несауальпіллі. Останній, побачивши комету, інтерпретував це як передвістя близького кінця Ацтекської імперії, і Монтесума викликав Несауальпіллі на змагання, щоб перевірити істинність передбачення. Володар Тескоко виграв, довівши таким чином вірність свого пророцтва.